# Yabarana
El yabarana, yawarana o yavarana a punt d'extingir-se parlat per algunes persones en la conca del riu Manapiare al nord de San Juan de Manapiare. Comparteix similitud amb el mapoyo i el Pémono i té a més 2 dialectes ben diferenciats, Curasicana i Wokiare (Uaiquiare). El 2007 eren un total de 320 individus, dels quals només uns 20 parlaven la llengua el 1977.
No ha de confondre's amb la llengua yabaana del Brasil

## Vocabulari
| significat | yabarana       |
| ---------- | -------------- |
| Un         | Enijpete       |
| Dos        | Asaque         |
| Tres       | Petomeyaaquele |
| Home       | Tocunu         |
| Foc        | Huato          |
| Sol        | Yantonu        |
| Lluna      | Nune           |
| Aigua      | Tuna           |